# Scherma ai Giochi della XVIII Olimpiade - Fioretto a squadre maschile
La competizione del fioretto a squadre maschile  di scherma ai Giochi della XVIII Olimpiade si tenne nei giorni 15 e 16 ottobre 1964 alla Università di Waseda a Tokyo.

## Prima fase
Le prime due classificate di ogni girone ai quarti di finale

### Gruppo 1
Classifica
| Pos. | Nazione     | Vittorie | VI | SI | Incontri           | Incontri           | Incontri               | Incontri             |
| Pos. | Nazione     | Vittorie | VI | SI | Francia (bandiera) | Romania (bandiera) | Stati Uniti (bandiera) | Argentina (bandiera) |
| ---- | ----------- | -------- | -- | -- | ------------------ | ------------------ | ---------------------- | -------------------- |
| 1    | Francia     | 2        | 30 | 14 | X                  | 5-11               | 9-3                    | 16-0                 |
| 2    | Romania     | 2        | 28 | 13 | 11-5               | X                  | 8-8                    | 9-0                  |
| 3    | Stati Uniti | 2        | 22 | 22 | 3-9                | 8-8                | X                      | 11-5                 |
| 4    | Argentina   | 0        | 5  | 36 | 0-16               | 0-9                | 5-11                   | X                    |

Incontri
| Atleti (Vittorie individuali)                                                            | Nazione                | VT     | VT     | Nazione                | Atleti (Vittorie individuali)                                                    |
| ---------------------------------------------------------------------------------------- | ---------------------- | ------ | ------ | ---------------------- | -------------------------------------------------------------------------------- |
| Iuliu Falb (3), Atilla Csipler (3) Tănase Mureşanu (3), Ion Drîmbă (2)                   | Romania (bandiera)     | 11     | 5      | Francia (bandiera)     | Daniel Revenu (0), Christian Noël (0) Jean-Claude Magnan (3), Christian Noël (2) |
| Herbert Cohen (4), Ed Richards (1) Larry Anastasi (3), Gene Glazer (3)                   | Stati Uniti (bandiera) | 11     | 5      | Argentina (bandiera)   | Adolfo Bisellach (1), Alberto Lanteri (1) Jesús Taboada (1), Orlando Nannini (2) |
| Albert Axelrod (2), Larry Anastasi (2) Gene Glazer (3), Herbert Cohen (1)                | Stati Uniti (bandiera) | 8 (62) | 8 (54) | Romania (bandiera)     | Iuliu Falb (3), Ştefan Haukler (0) Ion Drîmbă (2), Tănase Mureşanu (3)           |
| Daniel Revenu (4), Jacques Courtillat (4) Pierre Rodocanachi (4), Christian Noël (4)     | Francia (bandiera)     | 16     | 0      | Argentina (bandiera)   | Adolfo Bisellach (0), Félix Galimi (0) Jesús Taboada (0), Orlando Nannini (0)    |
| Ion Drîmbă (2), Atilla Csipler (3) Tănase Mureşanu (2), Ion Drîmbă (2)                   | Romania (bandiera)     | 9      | 0      | Argentina (bandiera)   | Adolfo Bisellach (0), Jesús Taboada (0) Alberto Lanteri (0), Orlando Nannini (0) |
| Pierre Rodocanachi (2), Jacques Courtillat (2) Daniel Revenu (2), Jean-Claude Magnan (3) | Francia (bandiera)     | 9      | 3      | Stati Uniti (bandiera) | Larry Anastasi (1), Gene Glazer (0) Herbert Cohen (2), Albert Axelrod (0)        |

### Gruppo 2
Classifica
| Pos. | Nazione       | Vittorie | VI | SI | Incontri           | Incontri          | Incontri                 | Incontri             |
| Pos. | Nazione       | Vittorie | VI | SI | Polonia (bandiera) | Italia (bandiera) | Gran Bretagna (bandiera) | Australia (bandiera) |
| ---- | ------------- | -------- | -- | -- | ------------------ | ----------------- | ------------------------ | -------------------- |
| 1    | Polonia       | 2        | 22 | 8  | X                  | ND                | 9-5                      | 13-3                 |
| 2    | Italia        | 2        | 22 | 10 | ND                 | X                 | 9-7                      | 13-3                 |
| 3    | Gran Bretagna | 0        | 12 | 18 | 5-9                | 7-9               | X                        | ND                   |
| 4    | Australia     | 0        | 6  | 26 | 3-13               | 3-13              | ND                       | X                    |

Incontri
| Atleti (Vittorie individuali)                                                              | Nazione            | VT | VT | Nazione                  | Atleti (Vittorie individuali)                                                   |
| ------------------------------------------------------------------------------------------ | ------------------ | -- | -- | ------------------------ | ------------------------------------------------------------------------------- |
| Nicola Granieri (3), Mario Curletto (1) Arcangelo Pinelli (3), Pasquale La Ragione (2)     | Italia (bandiera)  | 9  | 7  | Gran Bretagna (bandiera) | Derrick Cawthorne (1), Sandy Leckie (1) Allan Jay (2), Bill Hoskyns (3)         |
| Ryszard Parulski (3), Zbigniew Skrudlik (3) Witold Woyda (4), Janusz Różycki (3)           | Polonia (bandiera) | 13 | 3  | Australia (bandiera)     | John Alan Douglas (1), David McKenzie (1) Ivan Lund (0), Brian McCowage (1)     |
| Pasquale La Ragione (3), Nicola Granieri (4) Gianguido Milanesi (4), Arcangelo Pinelli (2) | Italia (bandiera)  | 13 | 3  | Australia (bandiera)     | Gerard Tubier (1), David McKenzie (1) John Alan Douglas (0), Brian McCowage (1) |
| Zbigniew Skrudlik (2), Janusz Różycki (3) Ryszard Parulski (1), Witold Woyda (3)           | Polonia (bandiera) | 9  | 5  | Gran Bretagna (bandiera) | Bill Hoskyns (2), Allan Jay (1) Sandy Leckie (0), Ralph Cooperman (2)           |

### Gruppo 3
Classifica
| Pos. | Nazione          | Vittorie | VI | SI | Incontri            | Incontri            | Incontri                    | Incontri                 |
| Pos. | Nazione          | Vittorie | VI | SI | Giappone (bandiera) | Ungheria (bandiera) | Rep. Araba Unita (bandiera) | Corea del Sud (bandiera) |
| ---- | ---------------- | -------- | -- | -- | ------------------- | ------------------- | --------------------------- | ------------------------ |
| 1    | Giappone         | 2        | 22 | 5  | X                   | ND                  | 11-5                        | 11-0                     |
| 2    | Ungheria         | 2        | 22 | 7  | ND                  | X                   | 9-4                         | 13-3                     |
| 3    | Rep. Araba Unita | 0        | 9  | 20 | 5-11                | 4-9                 | X                           | ND                       |
| 4    | Corea del Sud    | 0        | 3  | 24 | 0-11                | 3-13                | ND                          | X                        |

Incontri
| Atleti (Vittorie individuali)                                               | Nazione             | VT | VT | Nazione                     | Atleti (Vittorie individuali)                                                                          |
| --------------------------------------------------------------------------- | ------------------- | -- | -- | --------------------------- | --- |
| Kazuo Mano (4), Fujio Shimizu (3) Kazuhiko Tabuchi (1), Heizaburo Okawa (3) | Giappone (bandiera) | 11 | 5  | Rep. Araba Unita (bandiera) | Mohamed Gamil El-Kalyoubi (2), Moustafa Soheim (1) Farid El-Ashmawi (2), Sameh Abdel Rahman (0)        |
| Béla Gyarmati (4), László Kamuti (3) Sándor Szabó (2), József Gyuricza (4)  | Ungheria (bandiera) | 13 | 3  | Corea del Sud (bandiera)    | Kim Man-Sig (1), Han Myeong-Seok (0) Sin Du-Ho (2), Kim Chang-Hwan (0)                                 |
| Kazuo Mano (3), Sosuke Toda (3) Kazuhiko Tabuchi (3), Heizaburo Okawa (2)   | Giappone (bandiera) | 11 | 0  | Corea del Sud (bandiera)    | Sin Du-Ho (0), Han Myeong-Seok (0) Kim Man-Sig (0), Kim Chang-Hwan (0)                                 |
| Béla Gyarmati (3), József Gyuricza (2) Jenő Kamuti (2), László Kamuti (2)   | Ungheria (bandiera) | 9  | 4  | Rep. Araba Unita (bandiera) | Moustafa Soheim (2), Farid El-Ashmawi (0) Ahmed El-Hamy El-Husseini (0), Mohamed Gamil El-Kalyoubi (2) |

### Gruppo 4
Classifica
| Pos. | Nazione          | Vittorie | VI | SI | Incontri                    | Incontri                             | Incontri        | Incontri            |
| Pos. | Nazione          | Vittorie | VI | SI | Unione Sovietica (bandiera) | Squadra Unificata Tedesca (bandiera) | Iran (bandiera) | Colombia (bandiera) |
| ---- | ---------------- | -------- | -- | -- | --------------------------- | ------------------------------------ | --------------- | ------------------- |
| 1    | Unione Sovietica | 2        | 26 | 0  | X                           | ND                                   | 10-0            | 16-0                |
| 2    | Germania         | 2        | 23 | 2  | ND                          | X                                    | 14-2            | 9-0                 |
| 3    | Iran             | 0        | 2  | 24 | 0-10                        | 2-14                                 | X               | ND                  |
| 4    | Colombia         | 0        | 0  | 25 | 0-16                        | 0-9                                  | ND              | X                   |

Incontri
| Atleti (Vittorie individuali)                                                         | Nazione                              | VT | VT | Nazione             | Atleti (Vittorie individuali)                                                      |
| ------------------------------------------------------------------------------------- | ------------------------------------ | -- | -- | ------------------- | ---------------------------------------------------------------------------------- |
| Dieter Wellmann (4), Eberhard Mehl (3) Timothäus Gerresheim (4), Jürgen Brecht (3)    | Squadra Unificata Tedesca (bandiera) | 14 | 2  | Iran (bandiera)     | Houshmand Almasi (0), Bizhan Zarnegar (0) Shahpour Zarnegar (0), Nasser Madani (2) |
| Jurij Šarov (4), Jurij Sisikin (4) German Svešnikov (4), Mark Midler (4)              | Unione Sovietica (bandiera)          | 16 | 0  | Colombia (bandiera) | Ignacio Posada (0), Dibier Tamayo (0) Emilio Echeverry (0), Ignacio Posada (0)     |
| Timothäus Gerresheim (3), Eberhard Mehl (2) Jürgen Theuerkauff (2), Jürgen Brecht (2) | Squadra Unificata Tedesca (bandiera) | 9  | 0  | Colombia (bandiera) | Ignacio Posada (0), Dibier Tamayo (0) Emilio Echeverry (0), Ernesto Sastre (0)     |
| Viktor Ždanovič (3), Jurij Šarov (2) Jurij Sisikin (3), German Svešnikov (2)          | Unione Sovietica (bandiera)          | 10 | 0  | Iran (bandiera)     | Houshmand Almasi (0), Nasser Madani (0) Shahpour Zarnegar (0), Bizhan Zarnegar (0) |

## Eliminazione diretta
|  | Quarti di Finale | Quarti di Finale | Quarti di Finale |                  |         | SemifinalI | SemifinalI | SemifinalI |         |         | Finali  | Finali  | Finali |  |
|  |                  |                  |                  |                  |         |            |            |            |         |         |         |         |        |  |
|  | Polonia          | Polonia          | 9                |                  |         |            |            |            |         |         |         |         |        |  |
|  | Polonia          | Polonia          | 9                |                  |         |            |            |            |         |         |         |         |        |  |
|  | Romania          | Romania          | 2                |                  |         |            |            |            |         |         |         |         |        |  |
|  | Romania          | Romania          | 2                |                  | Polonia | Polonia    | 9          |            |         |         |         |         |        |  |
|  |                  |                  |                  |                  | Polonia | Polonia    | 9          |            |         |         |         |         |        |  |
|  |                  |                  | Giappone         | Giappone         | 4       |            |            |            |         |         |         |         |        |  |
|  | Giappone         | Giappone         | Giappone         | Giappone         | 4       | 9          |            |            |         |         |         |         |        |  |
|  | Giappone         | Giappone         |                  |                  |         |            |            |            |         |         |         |         |        |  |
|  | Ungheria         | Ungheria         | 7                |                  |         |            |            |            |         |         |         |         |        |  |
|  | Ungheria         | Ungheria         | 7                |                  | Polonia | Polonia    | 7          |            |         |         |         |         |        |  |
|  |                  |                  |                  |                  |         |            |            |            |         |         |         |         |        |  |
|  |                  |                  | Unione Sovietica | Unione Sovietica | 9       |            |            |            |         |         |         |         |        |  |
|  | Francia          | Francia          | Unione Sovietica | Unione Sovietica | 9       | 9          |            |            |         |         |         |         |        |  |
|  | Francia          | Francia          |                  |                  |         | 9          |            |            |         |         |         |         |        |  |
|  | Italia           | Italia           | 5                |                  |         |            |            |            |         |         |         |         |        |  |
|  | Italia           | Italia           | 5                |                  | Francia | Francia    | 6          |            |         | 3 posto | 3 posto | 3 posto |        |  |
|  |                  |                  |                  |                  | Francia | Francia    | 6          |            |         |         |         |         |        |  |
|  |                  |                  | Unione Sovietica | Unione Sovietica | 9       |            |            |            |         |         |         |         |        |  |
|  | Unione Sovietica | Unione Sovietica | Unione Sovietica | Unione Sovietica | 9       | 9          |            |            | Francia | Francia | 9       |         |        |  |
|  | Unione Sovietica | Unione Sovietica |                  |                  |         |            |            |            | Francia | Francia | 9       |         |        |  |
|  | Germania         | Germania         | 3                |                  |         | Giappone   | Giappone   | 4          |         |         |         |         |        |  |

|  | Semifinali 5º posto | Semifinali 5º posto | Semifinali 5º posto |          |         | Finale 5º posto | Finale 5º posto | Finale 5º posto |  |
|  |                     |                     |                     |          |         |                 |                 |                 |  |
|  | Romania             | Romania             | 9                   |          |         |                 |                 |                 |  |
|  | Romania             | Romania             | 9                   |          |         |                 |                 |                 |  |
|  | Ungheria            | Ungheria            | 5                   |          |         |                 |                 |                 |  |
|  | Ungheria            | Ungheria            | 5                   |          | Romania | Romania         | 8 (57)          |                 |  |
|  |                     |                     |                     |          | Romania | Romania         | 8 (57)          |                 |  |
|  |                     |                     | Germania            | Germania | 8 (60)  |                 |                 |                 |  |
|  | Germania            | Germania            | Germania            | Germania | 8 (60)  | 9               |                 |                 |  |
|  | Germania            | Germania            |                     |          |         |                 |                 |                 |  |
|  | Italia              | Italia              | 5                   |          |         |                 |                 |                 |  |

### Quarti di finale
| Quarti di finale                                                                         |                  |          |                                                                                            |
| Squadra                                                                                  | Squadra          | Squadra  | Squadra                                                                                    |
| Atleti (Vittorie individuali)                                                            | VT               | VT       | Atleti (Vittorie individuali)                                                              |
| Polonia                                                                                  | Polonia          | Romania  | Romania                                                                                    |
| Zbigniew Skrudlik (3), Witold Woyda (3) Egon Franke (1), Ryszard Parulski (2)            | 9                | 2        | Iuliu Falb (2), Atilla Csipler (0) Ion Drîmbă (0), Tănase Mureşanu (0)                     |
| Francia                                                                                  | Francia          | Italia   | Italia                                                                                     |
| Pierre Rodocanachi (1), Jacques Courtillat (2) Daniel Revenu (3), Jean-Claude Magnan (3) | 9                | 5        | Gianguido Milanesi (0), Pasquale La Ragione (1) Arcangelo Pinelli (2), Nicola Granieri (2) |
| Giappone                                                                                 | Giappone         | Ungheria | Ungheria                                                                                   |
| Kazuhiko Tabuchi (3), Fujio Shimizu (1) Kazuo Mano (1), Heizaburo Okawa (4)              | 9                | 7        | Jenő Kamuti (2), László Kamuti (1) József Gyuricza (3), Sándor Szabó (1)                   |
| Unione Sovietica                                                                         | Unione Sovietica | Germania | Germania                                                                                   |
| Mark Midler (3), German Svešnikov (2) Jurij Sisikin (1), Viktor Ždanovič (3)             | 9                | 3        | Dieter Wellmann (1), Jürgen Brecht (1) Eberhard Mehl (1), Timothäus Gerresheim (0)         |

### Semifinali
| Semifinali 5º posto                                                                |          |          |                                                                                           |
| Squadra                                                                            | Squadra  | Squadra  | Squadra                                                                                   |
| Atleti (Vittorie individuali)                                                      | VT       | VT       | Atleti (Vittorie individuali)                                                             |
| Romania                                                                            | Romania  | Ungheria | Ungheria                                                                                  |
| Iuliu Falb (2), Ştefan Haukler (2) Ion Drîmbă (2), Tănase Mureşanu (3)             | 9        | 5        | Jenő Kamuti (1), József Gyuricza (2) Béla Gyarmati (1), Sándor Szabó (1)                  |
| Germania                                                                           | Germania | Italia   | Italia                                                                                    |
| Eberhard Mehl (2), Dieter Wellmann (4) Timothäus Gerresheim (2), Jürgen Brecht (1) | 9        | 5        | Arcangelo Pinelli (2), Mario Curletto (2) Pasquale La Ragione (0), Gianguido Milanesi (1) |

| Semifinali 1º posto                                                              |                  |          |                                                                                          |
| Squadra                                                                          | Squadra          | Squadra  | Squadra                                                                                  |
| Atleti (Vittorie individuali)                                                    | VT               | VT       | Atleti (Vittorie individuali)                                                            |
| Unione Sovietica                                                                 | Unione Sovietica | Francia  | Francia                                                                                  |
| Mark Midler (3), German Svešnikov (3) Jurij Sisikin (3), Viktor Ždanovič (0)     | 9                | 6        | Daniel Revenu (3), Jacques Courtillat (2) Pierre Rodocanachi (1), Jean-Claude Magnan (0) |
| Polonia                                                                          | Polonia          | Giappone | Giappone                                                                                 |
| Janusz Różycki (2), Zbigniew Skrudlik (2) Ryszard Parulski (2), Witold Woyda (3) | 9                | 4        | Kazuo Mano (0), Kazuhiko Tabuchi (0) Fujio Shimizu (1), Heizaburo Okawa (3)              |

### Finali
| Finale 5º posto                                                                    |          |         |                                                                        |
| Squadra                                                                            | Squadra  | Squadra | Squadra                                                                |
| Atleti (Vittorie individuali)                                                      | VT       | VT      | Atleti (Vittorie individuali)                                          |
| Germania                                                                           | Germania | Romania | Romania                                                                |
| Dieter Wellmann (2), Jürgen Brecht (3) Eberhard Mehl (2), Timothäus Gerresheim (1) | 8 (60)   | 8 (57)  | Iuliu Falb (2), Ştefan Haukler (1) Ion Drîmbă (2), Tănase Mureşanu (3) |

| Finale 3º posto                                                                      |         |          |                                                                             |
| Squadra                                                                              | Squadra | Squadra  | Squadra                                                                     |
| Atleti (Vittorie individuali)                                                        | VT      | VT       | Atleti (Vittorie individuali)                                               |
| Francia                                                                              | Francia | Giappone | Giappone                                                                    |
| Daniel Revenu (3), Jacques Courtillat (3) Pierre Rodocanachi (2), Christian Noël (1) | 9       | 4        | Kazuo Mano (0), Kazuhiko Tabuchi (2) Fujio Shimizu (2), Heizaburo Okawa (0) |

| Finale                                                                       |                  |         |                                                                               |
| Squadra                                                                      | Squadra          | Squadra | Squadra                                                                       |
| Atleti (Vittorie individuali)                                                | VT               | VT      | Atleti (Vittorie individuali)                                                 |
| Unione Sovietica                                                             | Unione Sovietica | Polonia | Polonia                                                                       |
| German Svešnikov (4), Viktor Ždanovič (0) Mark Midler (2), Jurij Sisikin (3) | 9                | 7       | Zbigniew Skrudlik (2), Witold Woyda (2) Ryszard Parulski (1), Egon Franke (2) |

## Podio
| Oro                                                                                     | Argento                                                                            | Bronzo                                                                                        |
| Unione Sovietica Viktor Ždanovič Jurij Sisikin Mark Midler German Svešnikov Jurij Šarov | Polonia Zbigniew Skrudlik Witold Woyda Egon Franke Ryszard Parulski Janusz Różycki | Francia Jean-Claude Magnan Daniel Revenu Jacques Courtillat Pierre Rodocanachi Christian Noël |